# Dave Thomas (acteur)
Pour les articles homonymes, voir Dave Thomas et Thomas.
Dave Thomas est un acteur, scénariste, producteur, humoriste et réalisateur canadien né le 20 mai 1949 à St. Catharines (Canada).

## Filmographie

### Acteur
- 1976 : The Rimshots (TV)
- 1976 : Second City Television (série télévisée) : Doug McKenzie / Angus Crock / Lee Iacocca / Various Characters (1976-1981)
- 1978 : Home to Stay (TV) : Petrie
- 1978 : Just Me and You (TV)
- 1979 : Riel (TV) : Cdn. Captain
- 1980 : Double Negative : Howie
- 1980 : Bizarre (série télévisée) : Various Characters
- 1981 : Les Bleus (Stripes) : M.C
- 1981 : SCTV Network 90 (série télévisée) : Doug McKenzie / Bill Needle / Tex Boil / Tim Ishimuni / Bob Hope / Lin Ye Tang / Various (1981-1982)
- 1983 : The Adventures of Bob & Doug McKenzie: Strange Brew : Doug McKenzie
- 1985 : Martin Short: Concert for the North Americas (TV) : Mr. Talbot
- 1985 : The Last Polka (TV) : Narrator
- 1985 : Suivez cet oiseau (Sesame Street Presents: Follow that Bird) : Sam Sleaze
- 1985 : Mon pote Adam : Jerry Swit
- 1987 : Magie Rose (Love at Stake) : Maire Upton
- 1988 : Moving : Gary Marcus
- 1989 : Andrea Martin... Together Again (TV) : Tex Boil
- 1989 : The Rocket Boy (TV) : The Rocket Boy
- 1989 : I, Martin Short, Goes Hollywood (TV) : Roger Ebert
- 1989 : Camp Candy (série télévisée) (voix)
- 1992 : Raw Toonage (série télévisée) : Additional Voices (voix)
- 1992 : Boris and Natasha : Boris Badenov
- 1993 : Cold Sweat : Larry
- 1993 : Public Enemy #2 : Wynn Dalton
- 1993 : Coneheads de Steve Barron : Highmaster
- 1995 : Picture Perfect (en) (TV) : Ernie Barrett
- 1996 : Kidz in the Wood (en) (TV) : Tom Foster
- 1997 : Fifi Brindacier (Pippi Longstocking) : Thunder-Karlsson (voix)
- 2000 : MVP: Most Valuable Primate : Willy Drucker
- 2001 : Rat Race : Harold Grisham
- 2002 : Fancy Dancing : Uncle Billy
- 2002 : The New Beachcombers (TV) : Dave MacGonigal
- 2002 : The True Meaning of Christmas Specials (TV) : The Ghost of Christmas Specials Past (Bob Hope)
- 2003 : Trial and Error: The Making of Sequestered : Mr. Finney
- 2003 : Viens voir papa ! (Who's Your Daddy?) (vidéo) : Carl Hughes
- 2003 : The Animated Adventures of Bob & Doug McKenzie (série télévisée) : Doug McKenzie (voix)
- 2003 : Frère des ours (Brother Bear) : Tuke (voix)
- 2003 : Beethoven et le trésor perdu ou Beethoven 5 (Beethoven's 5th) (sorti en vidéo) : Freddy Kablinski
- 2004 : Intern Academy : Dr. Omar Olson
- 2004 : Love on the Side : Red
- 2004 : A Beachcombers Christmas (TV) : Dave MacGonigal
- 2005 : Santa's Slay : Pastor Timmons
- 2006 : Frère des ours 2 (Brother Bear 2) (vidéo) : Tuke (voix)
- 2013 : Bones (The Blood from the Stones) (TV) : Andrew Jursic

### Scénariste
- 1998 : Embuscade (Ambushed)
- 1983 : The Adventures of Bob & Doug McKenzie: Strange Brew
- 1989 : The Rocket Boy (TV)
- 1990 : The Dave Thomas Comedy Show (série télévisée)
- 1992 : Inside America's Totally Unsolved Lifestyles (TV)
- 1993 : Une maman formidable ("Grace Under Fire") (série télévisée)
- 2001 : Girl
- 2004 : Intern Academy

### Producteur
- 1985 : The Steel Collar Man (TV)
- 1989 : The Rocket Boy (TV)
- 1990 : The Dave Thomas Comedy Show (série télévisée)
- 1992 : Inside America's Totally Unsolved Lifestyles (TV)

### Réalisateur
- 1983 : The Adventures of Bob & Doug McKenzie: Strange Brew
- 1989 : Les Experts (The Experts)
- 1992 : Inside America's Totally Unsolved Lifestyles (TV)
- 1993 : Ghost Mom (TV)
- 2003 : Pet Star (série télévisée)
- 2004 : Intern Academy
- 2021 : Dans la peau de sa fiancée... (The Stranger She Brought Home) (TV)